# Romuald Orzeł
Romuald Feliks Orzeł (ur. 19 czerwca 1963 w Pucku) – polski dziennikarz, w latach 2009–2010 i w 2011 prezes zarządu Telewizji Polskiej, od 2015 prezes zarządu Fratrii.

## Życiorys
Urodził się i wychowywał w Pucku. W 1988 ukończył studia ekonomiczne na Uniwersytecie Gdańskim. Od 1991 pracował w „Wieczorze Wybrzeża” jako reporter sportowy. Następnie wraz z Andrzejem Dunajskim stworzył autorski zespół dziennikarstwa śledczego. W 1999, po odejściu Dunajskiego z redakcji „Wieczoru”, awansował na redaktora prowadzącego, potem na wydawcę dnia, a ostatecznie – na okres fuzji „Wieczoru Wybrzeża” z „Dziennikiem Bałtyckim” – objął stanowisko zastępcy redaktora naczelnego „Wieczoru Wybrzeża”. Po całkowitej likwidacji stanowiska wyjechał na Śląsk, gdzie odpowiadał za kolejną fuzję: „Trybuny Śląskiej” i „Dziennika Zachodniego”. Następnie powrócił do Trójmiasta na stanowisko prezesa zarządu spółki „Media Skok” (2005–2009), będąc jednocześnie wydawcą i redaktorem naczelnym „Gazety Bankowej”. 
Od początku października 2009 był szefem Biura Zarządu i Spraw Korporacyjnych TVP. 15 grudnia 2009 rada nadzorcza TVP wyłoniła go większością głosów na stanowisko prezesa zarządu. Jeszcze tego samego dnia Orzeł nie przyjął nominacji. Nie zgadzał się z zaplanowanym przez radę nadzorczą podziałem zadań wśród jego zastępców. Po zmianie kompetencji wiceprezesów, nocą 19 grudnia 2009 wybrano go ponownie na prezesa zarządu spółki. 
Został prezesem, mimo że Ministerstwo Skarbu Państwa wyraziło votum separatum wobec jego wyboru na funkcję prezesa TVP.
27 sierpnia 2010 roku Rada Nadzorcza powołała nowy zarząd pod przewodnictwem p.o. prezesa Włodzimierza Ławniczaka oraz odwołała swojego przewodniczącego, Bogusława Szwedo i zawiesiła członka zarządu Przemysława Tejkowskiego. Szwedo oświadczył, że posiedzenie rady było nieważne. Dopiero 20 września sąd wpisał do KRS odwołania członków RN, lecz nie wprowadził jeszcze zapisu o powołaniu p.o. prezesa. 28 lutego RN TVP zdecydowała o nieprzedłużaniu zawieszenia Orła, a na posiedzeniu przeprowadzonym 3 marca zawieszono cały zarząd łącznie z prezesem.
W grudniu 2015 został prezesem zarządu spółki medialnej Fratria.
Deklaruje pochodzenie kaszubskie oraz znajomość języka kaszubskiego.